# Changan Ford Automobile

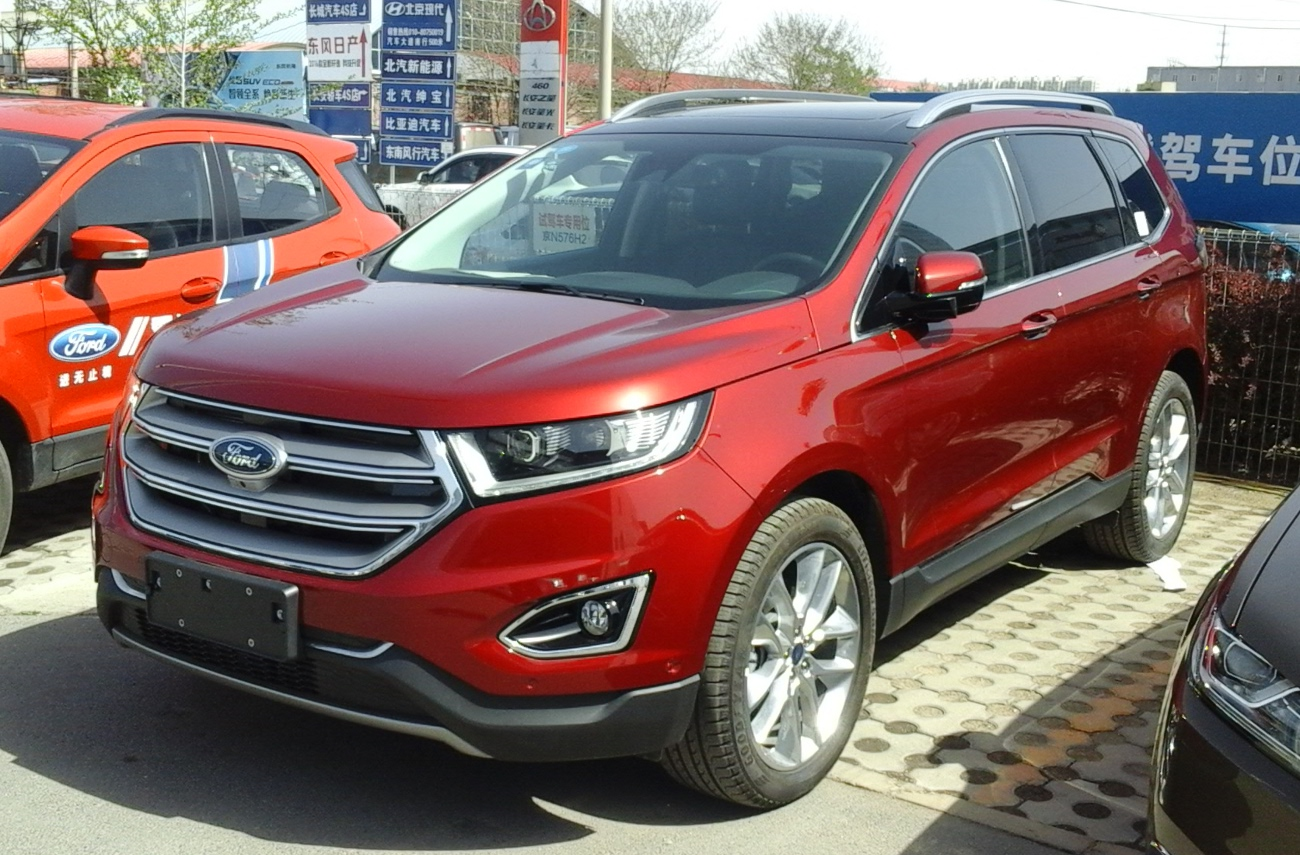
Ford Edge

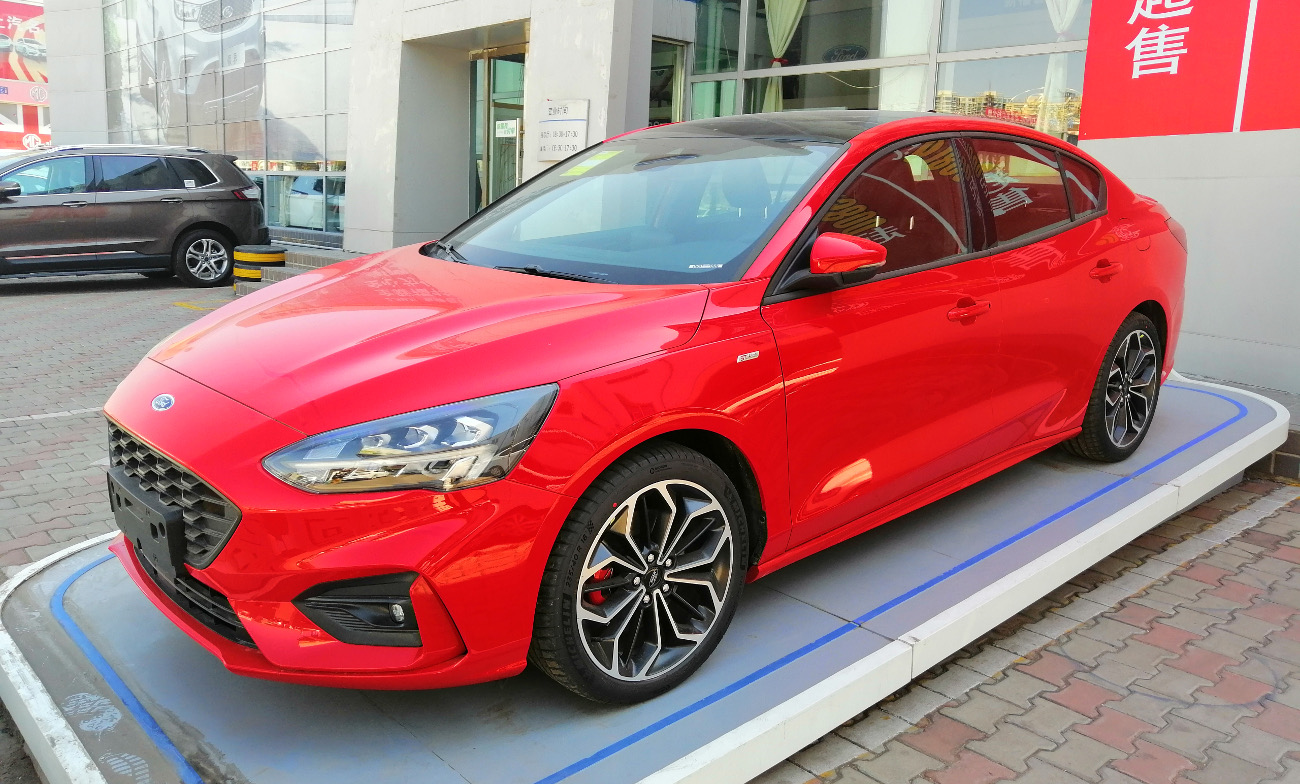
Ford Focus

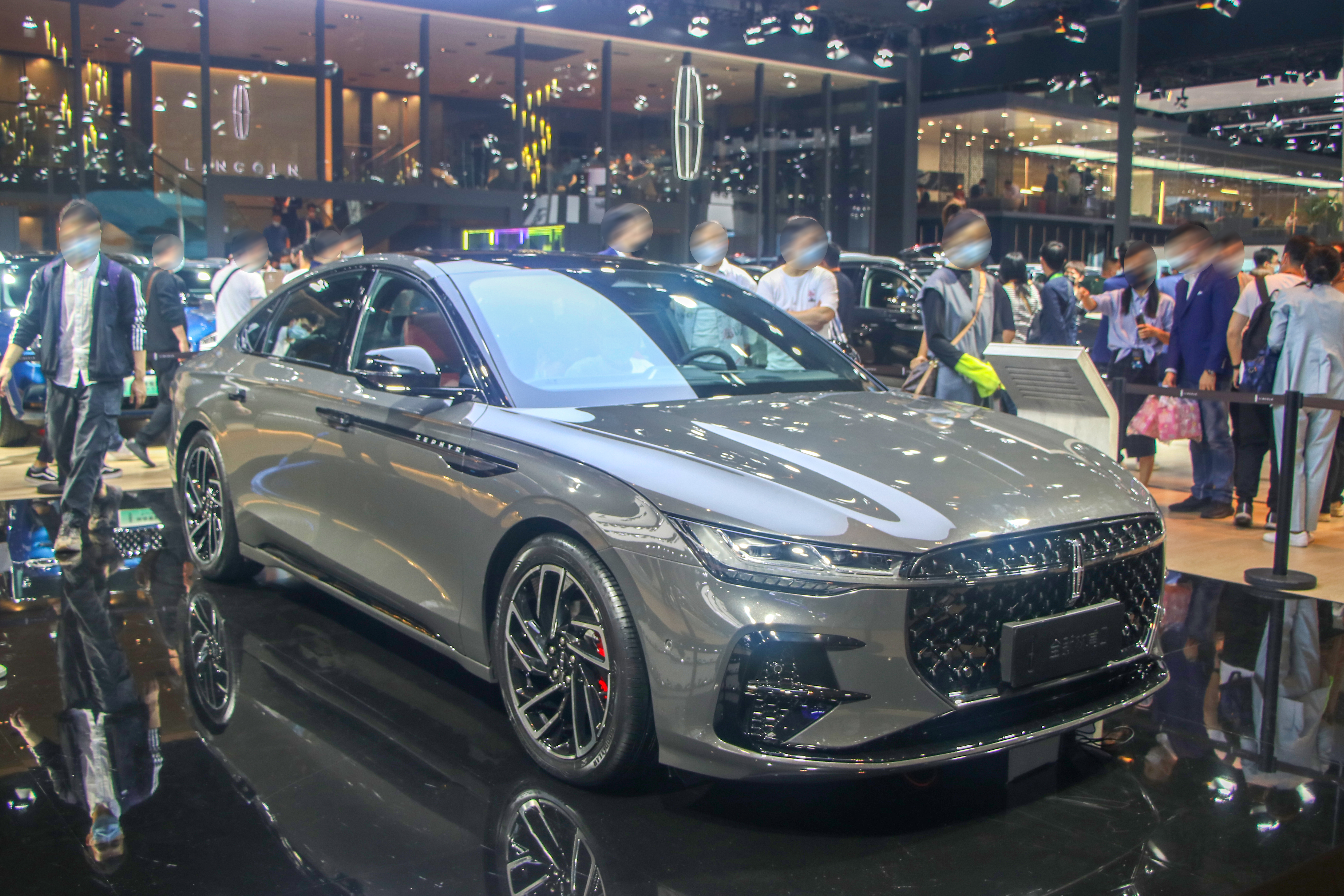
Lincoln Zephyr

Changan Ford Automobile ist ein Hersteller von Automobilen aus der Volksrepublik China.

## Unternehmensgeschichte
Das Unternehmen wurde Ende 2012 gegründet. Beteiligt sind Chongqing Changan Automobile Company und Ford mit jeweils 50 %. Der Sitz ist in Chongqing. Es ist eines der beiden Nachfolgeunternehmen von Changan Ford Mazda Automobile, während das andere Changan Mazda Automobile ist. Die Produktion von Automobilen wurde fortgesetzt. Hergestellt werden Autos der Marken Ford, Lincoln und Volvo.

## Fahrzeuge
Hergestellt werden oder wurden die folgenden Ford-Modelle in China: EcoSport, Edge, Escape, Escort, Evos, Explorer, Fiesta, Focus, Kuga, Mondeo, S-MAX und Taurus. 
Am 27. Januar 2021 gab Ford bekannt, auch den neuen vollelektrischen Mustang Mach-E für den chinesischen Markt bauen zu lassen.
Seit 2020 werden auch Lincoln-Modelle in China gebaut. Zu nennen sind die Modelle Corsair, Nautilus, Aviator und Zephyr.
Außerdem sind zu nennen: Volvo S40, S60, S80, S90, XC40, XC60 und XC Classic.
Es ist nicht sicher, ob alle diese Modelle bei Changan Ford Automobile montiert werden oder wurden.